# Eois amarillada
Eois amarillada là một loài bướm đêm trong họ Geometridae.